# 李善邦

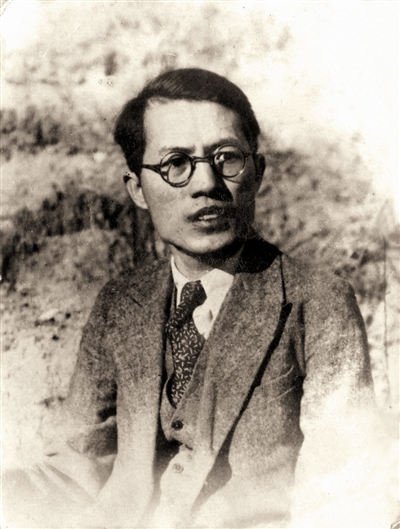
李善邦肖像

李善邦（1902年10月2日—1980年4月29日），籍贯广东兴宁，客家人，近代中国地震学家，中国地震科学事业的开创者，曾于1930年建立中国第一个地震台鹫峰地震台。

## 生平

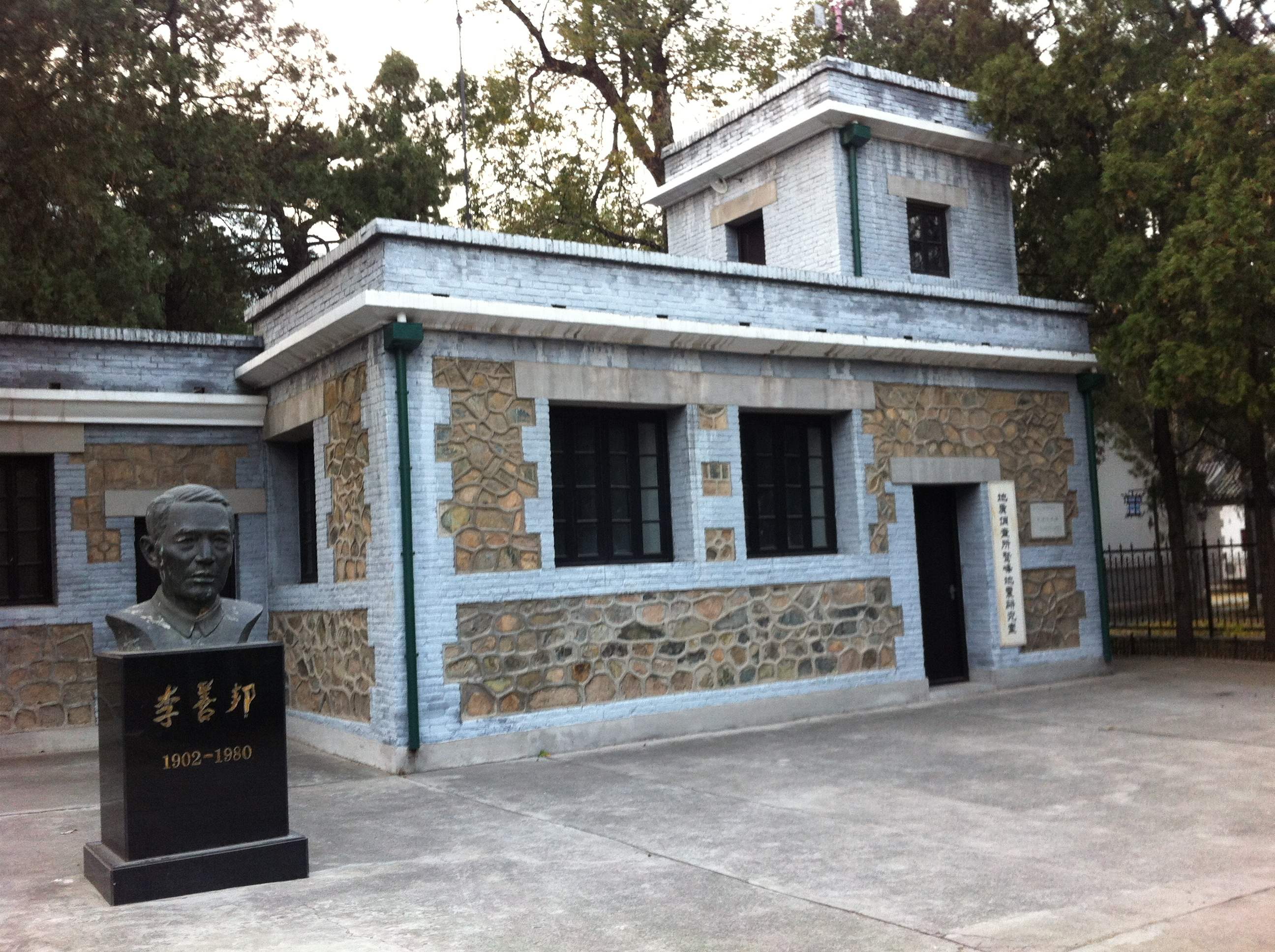
鹫峰地震台与李善邦雕像

1902年生于广东梅州兴宁。1926年毕业于国立东南大学（後改為國立中央大學、南京大學）物理系，曾师从胡刚复、叶企孙等人。
1929年，李善邦开始涉足地震观测研究工作。1930年，在北平西山建立了近现代中国第一个地震台——鹫峰地震台。1941年，勘探发现四川攀枝花大型钛铁矿。1943年，在重庆北碚设计研制了中国近现代第一台地震仪——霓式水平向地震仪。1950年代，进一步开发研制成功多种型号的地震仪，主持编绘了中国第一套地磁图，领导建立了第一批全国地震基本台站，主编第一部《中国地震目录》，编制完成第一幅《中国地震区域划分图》。1960年，主持组建新丰江水库地震考察队，开创了水库地震研究新领域。晚年，抱病撰写了中国第一部地震专著——《中国地震》。
李善邦创建了中国科学院地球物理研究所地震研究室，其间亲自举办多期地震人才培训班，并在北京大学和中国科学技术大学讲授地震学课程多年，培养了大批地震工作的骨干力量。1947年参与创建中国地球物理学会，1979年参与创建中国地震学会。
中国地震学会为纪念李善邦和鼓励青年地震科学工作者，于1998年设立了“李善邦青年优秀地震科技论文奖”。

## 家庭
李善邦育有四男三女，其中最小的儿子李建荣（笔名“老多”，生于1953年）为科普作家。其孫李天立曾就讀於中國人民大學附屬中學，2010年畢業於中國人民大學，現從事醫療貿易行業。